# UWV WERKbedrijf

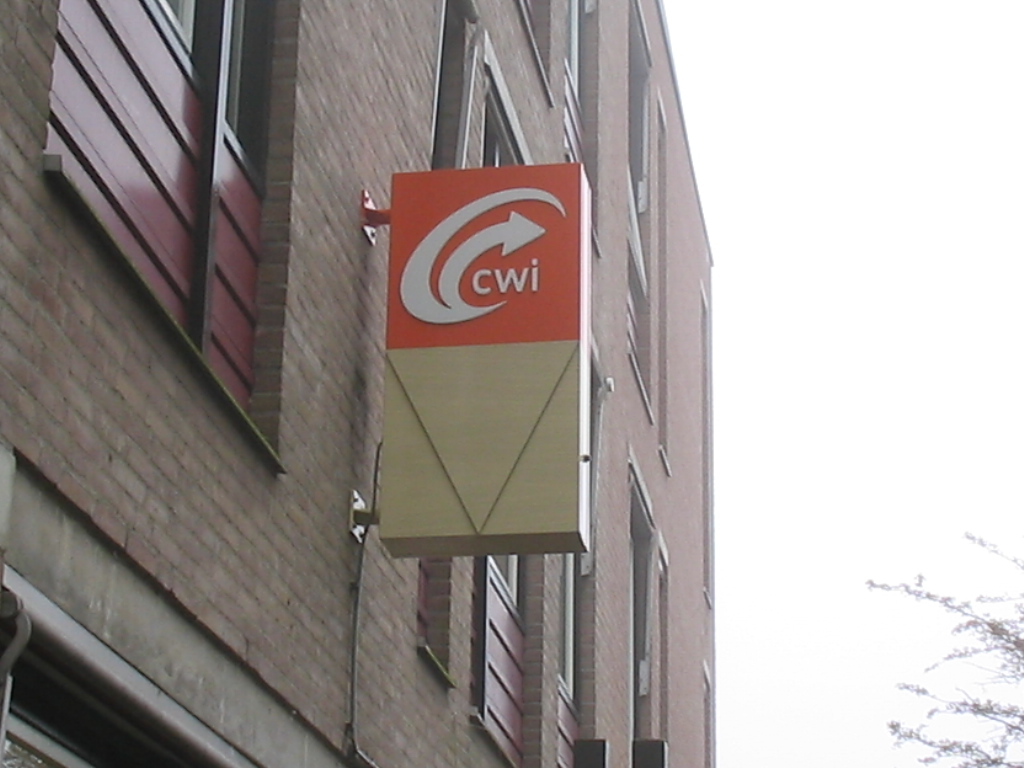
WERKbedrijf-vestiging Delft, nog met de oude naam CWI

Het UWV Werkbedrijf (UWVWb, voorheen Centrum voor Werk en Inkomen, daarvoor arbeidsbureau) is een onderdeel van het Uitvoeringsinstituut Werknemersverzekeringen (UWV), een Nederlandse semi-overheidsinstelling. Het registreert werkzoekenden, koppelt werkzoekenden aan vacatures en werkgevers aan cv's via de "beursvloer" in de vestigingen, www.werk.nl en werkcoaches. Via de digitale "werkmap", ook geschreven "werkm@p", communiceert de werkzoekende met zijn of haar werkcoach over bijvoorbeeld zijn of haar sollicitaties.
De afdeling arbeidsjuridische dienstverlening (AJD) toetst ontslagaanvragen aan het Buitengewoon Besluit Arbeidsverhoudingen 1945.
Het Werkbedrijf heeft 130 vestigingen verspreid over Nederland. Ze zijn ingedeeld in 35 arbeidsmarktregio's. Het Besluit werkgebieden UWV WERKbedrijf 2011 geeft de indeling. Er is een hoofdkantoor in Amsterdam.
Het Werkbedrijf fungeert als enkelvoudig loket voor werkzoekenden voor de zoektocht naar werk en, indien nodig, de aanmelding voor een uitkering.
Om de arbeidsbemiddelingsfunctie te kunnen vervullen, kunnen werkgevers kosteloos vacatures melden en informatie krijgen over de arbeidsmarkt.
UWV presenteert zich vanaf 1 januari 2013 onder één merk en logo, namelijk als UWV. Hiermee vervalt de merknaam en het logo van UWV Werkbedrijf. De naam Werkbedrijf blijft als bedrijfsonderdeel bestaan.

## Registratie werkzoekenden
Artikel 30b van de Wet structuur uitvoeringsorganisatie werk en inkomen (SUWI) bepaalt dat aan geregistreerde werkzoekenden kosteloos een bewijs van registratie verstrekt wordt, en dat het UWV de termijnen regelt gedurende welke de registratie ten hoogste wordt gehandhaafd en waarmee de registratie telkenmale, op verzoek van de betrokkene, ten hoogste kan worden verlengd. Het zesde lid bepaalt dat ook het burgerservicenummer wordt geregistreerd. De wet noemt niet specifiek het Werkbedrijf, omdat deze niet de interne taakverdeling binnen het UWV voorschrijft.
De registratie is verplicht voor mensen die wegens werkloosheid een uitkering hebben of aanvragen, op basis van onder andere:
- Werkloosheidswet (WW)
- Wet inkomensvoorziening oudere en gedeeltelijk arbeidsongeschikte werkloze werknemers (IOAW)
- Wet inkomensvoorziening oudere werklozen (IOW) en Participatiewet (PW)

Vrijwillig registreren kan ook. Dit is mogelijk voor 'nuggers': mensen die willen werken maar geen uitkering ontvangen.
De toekenning en controle van uitkeringen gebeurt bij de WW door andere delen van het UWV, en bij de IOAW en PW (voorheen WWB) door de gemeenten (dit valt onder welzijn en sociale zaken onder diverse benamingen), waar het Werkbedrijf mee samenwerkt.

## Werkpleinen
UWV en de gemeentelijke sociale diensten worden aangeduid als ketenpartners in de sociale zekerheid. Ze voeren het Algemeen Keten Overleg (AKO). Er is samenwerking, met bijvoorbeeld gezamenlijke huisvesting, Werkplein genaamd. Ieder UWV-district heeft ingevolge de wet SUWI een Cliëntenraad die op het Werkplein minimaal 2 liaisons heeft. Bij klachten kan iedere UWV-klant hiermee via het werkplein contact opnemen. De liaisons en de leden van de Cliëntenraad zijn zelf werkzoekend dan wel cliënt WAO/WIA en/of WAJong. In het Werkplein zijn verder de functies van het voormalige arbeidsbureau en de uitkeringsaanvragen, die vroeger mogelijk via de gemeentelijke sociale dienst en het UWV liepen, samengebracht. Veel gemeenten kennen hun eigen Cliëntenraden, maar er is een ontwikkeling gaande waarbij de UWV-Cliëntenraad samenwerkt met die van de gemeenten op het werkplein.

## Privacy
De Nationale ombudsman oordeelde in 2011 dat de wijze waarop het UWV omsprong met de privacy van werkzoekenden niet behoorlijk was (het betrof het Werkbedrijf). Hij gaf het UWV in overweging de processen rond de inschrijving op werk.nl en de Werkmap zodanig aan te passen dat de privacy van werkzoekenden beter wordt gewaarborgd dan het geval was. Verder werd het UWV in overweging gegeven de informatieverstrekking zodanig te verbeteren dat voor iedere werkzoekende duidelijk is wat met zijn gegevens gebeurt.

## Geschiedenis
In 2000 werd het GAK genationaliseerd en in januari 2002 fuseerde de instelling met het Lisv (Landelijk instituut sociale verzekeringen) en met de uitvoeringsinstanties Cadans, GUO, SFB en USZO tot het Uitvoeringsinstituut Werknemersverzekeringen (UWV).
Op basis van een wijziging van het SUWI is het CWI per 1 januari 2009 opgegaan in Werkbedrijf, een nieuw onderdeel van het UWV, waarin ook de re-integratietak van het UWV is opgegaan.

### Herstructurering
In het kader van de Invulling hoofdlijnen taakstelling SZW-domein 2012-2015 zijn er bezuinigingen gaande, waaronder een redesign van het Werkbedrijf.
Contacten met werkzoekenden worden vaker digitaal (e-dienstverlening), en minder vaak face-to-face. De fysieke "beursvloer" wordt afgebouwd. De inzet van re-integratietrajecten WW vervalt. Het aantal werkpleinen wordt verminderd tot 36, één per arbeidsmarktregio, het regionale werkplein. Het is aan de gemeenten om eventueel nog lokale werkpleinen in stand te houden.
Een en ander is geregeld in de Wet van 21 mei 2012 tot wijziging van de Wet structuur uitvoeringsorganisatie werk en inkomen in verband met aanpassing van de dienstverlening van het Uitvoeringsinstituut werknemersverzekeringen aan werkgevers en werkzoekenden en de opheffing van de Raad voor werk en inkomen als publiekrechtelijke rechtspersoon met een wettelijke taak en van de Werkloosheidswet en enige andere wetten in verband met de beëindiging van de inzet van het re-integratiebudget Werkloosheidswet en van loonkostensubsidies.

## Vergelijking met de Belgische instellingen
De functie van het Werkbedrijf in Nederland is tot op zekere hoogte vergelijkbaar met de gewestelijke arbeidsbemiddelingsdiensten in België (de VDAB in Vlaanderen, de Forem in Wallonië, Actiris in Brussel en het ADG in Duitstalig België), evenwel met belangrijke verschillen. Zo leveren de arbeidsbemiddelingsdiensten in België geen ontslagvergunningen af (een bevoegdheid van de Belgische Federale Overheidsdienst Sociale Zekerheid en de Minister van Arbeid) en worden werkloosheidsuitkeringen aangevraagd via de zogenaamde uitbetalingsinstellingen van de drie grote vakbonden (of bij de overheidsuitbetalingsinstelling HVW), en niet bij de arbeidsbemiddelingsdiensten.
De Nederlandse en Belgische benadering van arbeidsbemiddeling door de overheid is sterk verschillend. Het Werkbedrijf heeft een zogenaamde "poortwachtersfunctie", die de toegang tot het stelsel van werkloosheidsuitkeringen bewaakt. Dit wordt tot uitdrukking gebracht in het beleid waarbij werkzoekenden worden opgeroepen om proactief op zoek naar werk te gaan. In België is arbeidsbemiddeling een regionale bevoegdheid, de bepaling en toekenning van uitkeringen een federale bevoegdheid (uitgevoerd door de RVA). De cyclus van werk en inkomen is daardoor minder strak geregeld.